# Laemanctus longipes
Laemanctus longipes är en ödleart som beskrevs av Wiegmann 1834. Laemanctus longipes ingår i släktet Laemanctus och familjen Corytophanidae.
Arten förekommer från södra Mexiko till Nicaragua. Den vistas i låglandet och i bergstrakter upp till 1200 meter över havet. Honor lägger ägg. Ödlan lever i fuktiga skogar som tidvis kan vara torra. Den besöker även återskapade skogar.
Skogsröjningar kan vara ett hot i framtiden. Hela populationen antas vara stor. IUCN listar arten som livskraftig (LC).

## Underarter
Arten delas in i följande underarter:
- L. l. longipes
- L. l. deborrei
- L. l. waltersi